# Cerritos, California
Cerritos là một thành phố tại quận Los Angeles, tiểu bang California, Hoa Kỳ. Thành phố nằm trong Vùng Đại Los Angeles. Thành phố thuộc Gateway Cities. Thành phố được lập ngày 24 tháng 4 năm 1956. Dân số theo điều tra năm 2005 của Cục điều tra dân số Hoa Kỳ là 52.353 người, dân số theo điều tra năm 2010 là 49.041 người, diện tích là  km².